# 4-й Соколовський провулок (Житомир)
4-й Соколовський провулок — провулок в Богунському районі Житомира.

## Історія
До 20 травня 2016 року мав назву «6-й провулок Максютова».
Відповідно до розпорядження голови Житомирської ОДА був перейменований на 4-й Соколовський провулок.